# 1998 au cinéma
| Années du cinéma : 1995 - 1996 - 1997 - 1998 - 1999 - 2000 - 2001    |
| Décennies du cinéma : 1960 - 1970 - 1980 - 1990 - 2000 - 2010 - 2020 |

Cet article présente les faits marquants de l'année 1998 au cinéma.

## Événements
- Allemagne : succès de Cours, Lola, cours !

## Principales sorties en salles en France
- Titanic  (7 janvier).
- Souviens-toi... l'été dernier (28 janvier).
- Anastasia  (4 février).
- Scream 2 (8 juillet)
- L'Arme fatale 4  (22 juillet).
- Il faut sauver le soldat Ryan  (30 septembre).
- Blade  (18 novembre).
- Mulan (25 novembre).
- Kirikou et la Sorcière  (9 décembre).
- Le Prince d'Égypte  (16 décembre).

## Festivals

### Cannes
- L'Éternité et Un Jour de Theo Angelopoulos reçoit le Palme d'or.
- La vie est belle de Roberto Benigni obtient le grand prix du jury.
- Slam de Marc Levin obtient la Caméra d'or.

### Autres festivals
- x : 4e Semaine du cinéma britannique d'Abbeville : x
- x : 8e Festival du cinéma africain de Milan : Prix du meilleur long métrage : Kini et Adams d'Idrissa Ouedraogo (Burkina Faso)
- x : Sundance Film Festival : x
- x : 4e Fantastic'Arts de Gerardmer : x
- x : 48e Festival international du film de Berlin : x
- x : 18e Festival international de films de femmes de Créteil : x
- x : 25e Festival du film de Paris : x
- x : 16e Festival du film policier de Cognac : x
- x : 22e Festival international du film d'animation d'Annecy : x
- 13 septembre : 55e Mostra de Venise :
  - Lion d'or pour Mon frère de Gianni Amelio
- x : 24e Festival du cinéma américain de Deauville : x
- x : 12e Festival international de films de Fribourg (FIFF)
- x : 1re Concours International de courts-métrages de la ville de Soria
- du 27 novembre au 29 novembre : 6e Festival du cinéma russe à Honfleur : Grand prix : Si on envoyait le coursier (ru) (Не послать ли нам… гонца?), 1998, de Valeri Tchikov (ru)

## Récompenses

### Oscars
- Meilleur film : Shakespeare in Love de John Madden
- Meilleure actrice : Gwyneth Paltrow Shakespeare in Love
- Meilleur acteur : Roberto Benigni La vie est belle
- Meilleure actrice de soutien : Judi Dench Shakespeare in Love
- Meilleur acteur de soutien : James Coburn Affliction
- Meilleur réalisateur : Steven Spielberg Il faut sauver le soldat Ryan (Saving Private Ryan)

### Césars
- Meilleur film : On connaît la chanson d'Alain Resnais obtient 7 Césars avec Meilleur acteur : André Dussollier,
- Meilleur second rôle masculin : Jean-Pierre Bacri, Meilleur second rôle féminin : Agnès Jaoui, scénario, montage et son.
- Meilleur réalisateur : Luc Besson pour Le Cinquième Élément
- Meilleure actrice : Ariane Ascaride dans Marius et Jeannette
- Meilleur film étranger : Les Virtuoses de Mark Herman

### Autres récompenses
- Prix Louis-Delluc : L'Ennui de Cédric Kahn
- Prix Romy-Schneider : Isabelle Carré

## Box-Office

### France
| Class.                    | Titre                                   | Pays                  | Réalisateur               | Box-Office France  |
| ------------------------- | --------------------------------------- | --------------------- | ------------------------- | ------------------ |
| 1.                        | Titanic                                 | États-Unis d'Amérique | James Cameron             | 20 758 887 entrées |
| 2.                        | Le Dîner de cons                        | France                | Francis Veber             | 9 242 838 entrées  |
| 3.                        | Les Couloirs du temps : Les Visiteurs 2 | France                | Jean-Marie Poiré          | 8 035 299 entrées  |
| 4.                        | Taxi                                    | France                | Gérard Pirès              | 6 457 117 entrées  |
| 5.                        | Mulan                                   | États-Unis d'Amérique | Barry Cook, Tony Bancroft | 5 761 927 entrées  |
| Source :cbo-boxoffice.com |                                         |                       |                           |                    |

### États-Unis
- - 1. Il faut sauver le soldat Ryan
  - 2. Armageddon
  - 3. Mary à tout prix

### Allemagne
- - 1. Titanic (138,4 M$)
  - 2. Armageddon (37,4 M$)
  - 3. L'Homme qui murmurait à l'oreille des chevaux (29,5 M$)
  - 4. Il faut sauver le soldat Ryan (27,3 M$)
  - 5. Dr. Dolittle (22,6 M$)
  - 6. Deep Impact (21,1 M$)
  - 7. Godzilla (20,2 M$)
  - 8. Pour le pire et pour le meilleur (20,0 M$)
  - 9. Mulan (19,1 M$)
  - 10. Mary à tout prix (18,9 M$)

## Principales naissances
- 24 avril : Ryan Newman, actrice, chanteuse et mannequin américaine ;
- 7 juillet : Dylan Sprayberry, acteur et musicien américain.
- 8 juillet : Jaden Smith, acteur, rappeur, danseur et auteur-compositeur-interprète américain.
- 18 septembre : Théo Fernandez, acteur français.
- 2 octobre : Maxime Godart, acteur français.
- 23 octobre : Amandla Stenberg, actrice américaine.

## Principaux décès

### Premier trimestre
- 4 janvier : Mae Questel, 89 ans, actrice
- 5 janvier : Sonny Bono, acteur et chanteur
- 26 février : James Algar, réalisateur
- 27 février : J. T. Walsh, 53 ans, acteur
- 10 mars : Lloyd Bridges, acteur
- 25 mars : Daniel Massey, acteur

### Deuxième trimestre
- 30 avril : Teddy Bilis, acteur français
- 2 mai : Carey Wilber, scénariste américain (° 1916)
- 9 mai : Alice Faye, actrice
- 14 mai : Frank Sinatra, acteur et chanteur (°12 décembre 1915)
- 23 juin : Maureen O'Sullivan, actrice américaine (°17 mai 1911)

### Troisième trimestre
- 6 juillet : Roy Rogers, 86 ans, acteur et chanteur
- 7 juillet : Dylan Sprayberry, 16 ans, acteur
- 21 juillet : Robert Young, acteur
- 27 juillet : Binnie Barnes, actrice
- 1er août : Eva Bartok, actrice
- 24 août : E. G. Marshall, 88 ans, acteur
- 6 septembre : Akira Kurosawa, réalisateur (°23 mars 1910)
- 11 septembre : Dane Clark, acteur

### Quatrième trimestre
- 2 octobre : Gene Autry, 91 ans, acteur
- 3 octobre : Roddy McDowall, 70 ans, acteur
- 17 octobre : Joan Hickson, actrice
- 23 octobre : Christopher Gable, actrice et danseuse
- 28 octobre : Aloizs Brenčs, cinéaste letton (°6 juin 1929)
- 8 novembre : Jean Marais, acteur (°11 décembre 1913)
- 13 novembre : Edwige Feuillère, actrice (°29 octobre 1907)
- 13 novembre : Valerie Hobson, actrice (°14 avril 1917)
- 19 novembre : Alan J. Pakula, réalisateur et producteur (°7 avril 1928)
- 14 décembre : Lord Lew Grade, producteur
- 23 décembre : David Manners, acteur